# Flaming Gorge
Flaming Gorge är en ort i Daggett County i Utah. Flaming Gorge är en census designated place och hade 83 invånare enligt 2010 års folkräkning.